# Tina Nedergaard
Tina Nedergaard, née le 28 mars 1969 à Aarhus (Danemark), est une femme politique danoise. Elle était ministre de l'Éducation entre le 23 février 2010 et le 8 mars 2011. Elle est membre du parti Venstre.

## Biographie
Tina Nedergaard est diplômée en sciences politiques en 1997 à l'université d'Aarhus. Après ses études, elle est brièvement directrice de programme pour le volet européen d'International Urban Cooperation, avant de devenir consultante en 1998 pour la Confédération des employeurs danois.
Engagée au sein du parti Venstre, elle est élue députée au Folketing lors des élections législatives de novembre 2001. Lors de son premier mandat, elle est la porte-parole de son groupe parlementaire pour les questions de technologie.
Elle est réélue pour un second mandat lors des élections législatives de février 2005, à l'issue desquelles elle devient la porte-parole de son groupe sur les questions d'enseignement supérieur,.
Elle remporte un troisième mandat lors des élections législatives anticipées de novembre 2007. Elle devient alors porte-parole de son groupe parlementaire pour l'alimentation et la consommation, rôle qu'elle occupe jusqu'en avril 2009, quand elle devient porte-parole de Venstre pour les finances.
Le 23 février 2010, à l'occasion d'un vaste remaniement dans le gouvernement de Lars Løkke Rasmussen, elle est nommée ministre de l'Éducation. Le 8 mars 2011, alors qu'un remaniement ministériel est déclenché par la démission de la ministre Birthe Rønn Hornbech, elle annonce avoir demandé au Premier ministre de ne pas être reconduite dans ses fonctions gouvernementales, évoquant les contraintes de son mandat sur sa vie de famille.
Elle est réélue au Folketing pour un quatrième mandat lors des élections législatives de septembre 2011 et devient alors pour la première fois députée d'opposition, le bloc de gauche ayant remporté le scrutin.
En février 2012, elle annonce sa candidature au poste de maire de Mariagerfjord à l'occasion des élections municipales de novembre 2013. En août 2013, elle renonce à mener la liste de Venstre dans la commune puis, en octobre, renonce également à briguer un poste au conseil municipal,.
Élue dans le Jutland du Nord depuis 2001, elle annonce en 2014 qu'elle sera candidate à un cinquième mandat dans la banlieue de Copenhague. Lors des élections législatives de juin 2015, elle échoue toutefois à être réélue, alors que son parti n'arrive qu'en troisième position du scrutin. Après cet échec, elle annonce en août quitter la vie politique.
En septembre 2017, elle annonce se présenter sur la liste de Venstre aux élections municipales de novembre à Høje-Taastrup, mais le parti ne remporte aucun siège au conseil municipal,.